# Tetragnatha nero
Tetragnatha nero är en spindelart som beskrevs av Butler 1876. Tetragnatha nero ingår i släktet sträckkäkspindlar, och familjen käkspindlar. Inga underarter finns listade i Catalogue of Life.